# 聖痕鍊金士
聖痕鍊金士（日语：聖痕のクェイサー）是吉野弘幸原作、佐藤健悅作畫的校園格鬥題材漫畫，在《Champion RED》連載中並改編成電視動畫；台灣方面則由長鴻出版社出版繁體中文版漫畫，DVD則由木棉花國際發行。

## 概要
2006年9月在秋田書店的月刊漫畫雜誌《Champion RED》2006年10月號連載到2016年9月號，全118話、單行本24卷，標榜非成人漫畫的「吸奶的漫畫」（乳房を吸う漫画）引發話題。於2010年1月開始播出電視動畫版，目前共計兩季。OVA《聖痕鍊金士 女帝的肖像》于2010年10月20日随漫画單行本第十卷發行。

## 故事簡介
來自俄國的少年沙夏，其左臉上有十字架形聖痕，因幼年時的恐怖經歷，使他變成對任何人都冷淡對待的冷酷個性。這位冷酷的俄國少年是有著「致命者」稱號的鍊金士，他能夠透過吸吮聖乳而自由地操縱鐵元素的能力。
故事開始時生神女為泰蕾莎·維里亞。
因聖乳和體力不足而倒下於米海洛普學園，被真冬和燈救起。

## 用語
Qwaser（錬金士）
透過聖母賜予的聖乳獲得力量，操縱特定的元素-包括分子振動與分子結合，擁有操控電子狀態之力量的魔術師。
聖乳（蘇摩酒）
鍊金士使用能力的動力來源，需要從女性的乳房獲得。
生神女
鍊金士的搭檔，也是鍊金士聖乳的主要來源。由於有質量好壞的差別，生神女通常會經過培育調教，利用愛情、羞恥、恐怖、憎恨、快樂等感情，品質受到當時生神女的感情而有所變化。
上古元素回路
劍之生神女（又名利刃之瑪利亞）
擁有操縱劍（切斷）的力量，現任劍之生神女是織部真冬和山邊燈。
雷之攜香女
擁有操縱電子（網路）的力量，前任雷之攜香女是天乃翼，現任雷之攜香女是桂木華。
黄昏之先導者
開啟已封閉的可能性，使其再次活性化，黄昏之先導者是艾多卡。
沈默之預言者
透視未來，沈默之預言者是阿嘉莎。
再生之享受者

## 出版書籍
| 集數 | 秋田書店       | 秋田書店               | 長鴻出版社     | 長鴻出版社           |
| 集數 | 發售日期       | ISBN                   | 發售日期       | EAN                  |
| ---- | -------------- | ---------------------- | -------------- | -------------------- |
| 1    | 2006年12月20日 | ISBN 978-4-253-23103-9 | 2007年7月9日   | EAN 471-0765-21558-3 |
| 2    | 2007年4月20日  | ISBN 978-4-253-23104-6 | 2007年9月18日  | EAN 471-0765-21689-4 |
| 3    | 2007年9月20日  | ISBN 978-4-253-23105-3 | 2008年1月11日  | EAN 471-2805-82000-9 |
| 4    | 2008年2月20日  | ISBN 978-4-253-23106-0 | 2008年4月30日  | EAN 471-2805-82361-1 |
| 5    | 2008年7月18日  | ISBN 978-4-253-23107-7 | 2008年10月29日 | EAN 471-2805-82786-2 |
| 6    | 2008年12月19日 | ISBN 978-4-253-23108-4 | 2009年3月19日  | EAN 471-1552-44145-1 |
| 7    | 2009年5月20日  | ISBN 978-4-253-23109-1 | 2009年9月17日  | EAN 471-1552-44561-9 |
| 8    | 2009年12月18日 | ISBN 978-4-253-23476-4 | 2010年4月2日   | EAN 471-3469-35020-8 |
| 9    | 2010年4月20日  | ISBN 978-4-253-23477-1 | 2010年8月26日  | EAN 471-3469-35399-5 |
| 10   | 2010年10月20日 | ISBN 978-4-253-23478-8 | 2011年5月2日   | EAN 471-3469-35868-6 |
| 10   | 2010年10月20日 | ISBN 978-4-253-18178-5 | 2011年5月2日   | EAN 471-3469-35868-6 |
| 11   | 2011年3月19日  | ISBN 978-4-253-23479-5 | 2011年7月19日  | EAN 471-6814-19208-9 |
| 12   | 2011年8月19日  | ISBN 978-4-253-23480-1 | 2011年12月12日 | EAN 471-6814-19533-2 |
| 13   | 2012年1月20日  | ISBN 978-4-253-23481-8 | 2012年5月10日  | EAN 471-6814-19943-9 |
| 14   | 2012年6月20日  | ISBN 978-4-253-23482-5 | 2013年5月18日  | EAN 471-5409-85827-0 |
| 15   | 2012年12月20日 | ISBN 978-4-253-23483-2 | 2013年6月19日  | EAN 471-5409-85874-4 |
| 16   | 2013年5月20日  | ISBN 978-4-253-23484-9 | 2013年12月24日 | EAN 471-5409-86233-8 |
| 17   | 2013年10月18日 | ISBN 978-4-253-23485-6 | 2014年4月9日   | EAN 471-5409-86487-5 |
| 18   | 2014年3月20日  | ISBN 978-4-253-23486-3 | 2014年7月29日  | EAN 471-5409-86636-7 |
| 19   | 2014年9月1日   | ISBN 978-4-253-23487-0 | 2015年2月10日  | EAN 471-5409-86816-3 |
| 20   | 2015年2月1日   | ISBN 978-4-253-23488-7 | 2016年7月7日   | EAN 471-5409-87681-6 |
| 21   | 2015年7月1日   | ISBN 978-4-253-23801-4 | 2018年7月27日  | EAN 471-3006-54172-4 |
| 22   | 2015年11月20日 | ISBN 978-4-253-23802-1 | 2019年3月15日  | EAN 471-3006-54196-0 |
| 23   | 2016年4月20日  | ISBN 978-4-253-23803-8 | 2019年5月8日   | EAN 471-3006-54209-7 |
| 24   | 2016年9月20日  | ISBN 978-4-253-23804-5 | 2019年7月17日  | EAN 471-3006-54222-6 |

## 廣播劇CD
《聖痕鍊金士 ～皇女之卵～》
2007年9月12日發售，由於先行於電視動畫，所以除茅原實里外，其他聲優與動畫版不同。
《聖痕鍊金士 ～女王大人與我～》
《Champion RED》2007年12月號附錄、與BLUE DROP合輯「聖痕鍊金士&BLUE DROP～天使的惡戲～ 雙廣播劇CD」，聲優同上。
《廣播劇CD 聖痕鍊金士緊急特別篇 八面玲瓏》
《Champion RED》2010年2月號附錄，自此為動畫版衍生廣播劇CD。
《廣播劇CD 聖痕鍊金士II ～女帝的鐵鎚～》
《Champion RED》2011年10月號附錄。

## 電視動畫
2010年1月9日开始於每日放送、TOKYO MX播放，分为通常版（TV放送版）和导演剪辑版。导演剪辑版的进度落后通常版约一周时间，可以在线付费收看。两者相比，导演剪辑版的画面和情节更加完整一些。在DVD和蓝光光碟之中收录的是导演剪辑版。全24話。
2011年4月11日推出第二季，由TOKYO MX深夜時段放送。分為電視版本及導演剪輯版本。
原作漫畫第10卷附DVD版OVA《女帝的肖像》，海外版第2季DVD收錄。

### 製作人員
- 原作：吉野弘幸、佐藤健悅
- 監督：金子拓
- 人物設定：宇野真（第1季）
- 角色設定、總作畫監督：杉本功（第2季）、飯島弘也（日语：飯島弘也）（第1季）
- 系列構成：上江洲誠
- 設計工作：大河廣行
- 劇本：待田堂子、森田繁、佐藤裕、秋月廣
- 監修：名和宗則
- 美術：青木智由紀
- 指导：名和宗則
- 组合设计：青木智由紀
- 道具设计：大河廣行
- 美術監督：鈴木隆文（第1季）、東潤一、永吉幸樹（第2季）
- 攝影監督：
- 編輯：廣瀨清志
- 音響監督：明田川仁
- 音樂：加藤達也
- 音樂製作：Lantis
- 製片人：安坂嘉訓、尾留川宏之、浅賀孝郎、關根陽一、山本智也、永井理
- 製片商：TAKI Corporation
- 動畫製作：Hoods Entertainment
- 製作：聖痕鍊金士製作委員會（第1季）、聖痕鍊金士II製作委員會（第2季）

### 主題曲

#### 第1季
片头曲
- 「Errand」（第1話 - 第12話、片尾曲第24話结束、OVA）

作詞：畑亞貴
作曲・編曲：菊田大介（Elements Garden）
歌：飛蘭
- 「Baptize」（第13話 - 第24話）

作詞：
作曲・編曲：橘堯葉
歌：妖精帝國
片尾曲
- 「Passionate squall」（第1話 - 第4話；第6話- 第12話、OVA）

作詞：畑亞貴
作曲・編曲：Tom-H@ck
歌：織部真冬（藤村步）、山邊燈（豐崎愛生）、泰蕾莎（茅原實里）、卡恰（平野綾）、桂木華（日笠陽子）
- （第5話）

作詞：畑亞貴
作曲：吉田勝弥
編曲：高田曉
歌：泰蕾莎（茅原實里）
- 「Wishes Hypocrites」（第13話 - 第23話）

作詞：畑亞貴
作曲：江並哲志
編曲：ROKUGEN
歌：織部真冬（藤村步）、山邊燈（豐崎愛生）、泰蕾莎（茅原實里）、卡恰（平野綾）、桂木華（日笠陽子）
插曲
- （第14話）

作詞：畑亞貴
作曲・編曲：加藤達也
歌：桂木華（日笠陽子）、辻堂美由梨（川澄綾子）

#### 第2季
片頭曲
作詞：畑亞貴
作曲・編曲：菊田大介（Elements Garden）
歌：飛蘭
片尾曲
- 「metaphor」

作詞：少女病
作曲・編曲：
歌：少女病

### 各話列表
| 集数          | 日文标题 | 中文標題                          | 脚本            | 分镜     | 演出     | 作画監督                                                                     | 片尾画         |
| 第1季         | 第1季    | 第1季                             | 第1季           | 第1季    | 第1季    | 第1季                                                                        | 第1季          |
| ------------- | -------- | --------------------------------- | --------------- | -------- | -------- | ---------------------------------------------------------------------------- | -------------- |
| 1             |          | 震慄之夜                          | 上江洲誠        | 金子拓   | 信田祐   | 杉本功                                                                       | 佐藤健悦       |
| 2             |          | 虛偽的友情                        | 上江洲誠        | 關野昌弘 | 關野昌弘 | 筆坂明規 新号靖 小林利充（輔佐） 頂真司（輔佐）                              | 佐藤健悦       |
| 3             |          | 探求者們                          | 上江洲誠        | 藤森一真 | 高橋幸雄 | 高岡淳一                                                                     | 佐藤健悦       |
| 4             |          | 女王大人與我                      | 上江洲誠        | 菊池勝也 |          | 矢向宏志 羽田浩二                                                            | 佐藤健悦       |
| 5             |          | 戰場的白百合                      | 森田繁          | 日高政光 | 上田繁   | 中村深雪 細越裕治（輔佐） 倉嶋丈康（輔佐） 武智敏光（輔佐） 志賀道德（輔佐） | 佐藤健悦       |
| 6             |          | 皇女之卵                          | 上江洲誠        | 小林孝志 | 小林孝志 | 小林利充                                                                     | 佐藤健悦       |
| 7             |          | 漂泊的聖女                        | 待田堂子        | 友田政晴 | 友田政晴 | 筆坂明規 青野厚司（輔佐） 山内尚樹（輔佐） 武智敏光（輔佐）                  | 佐藤健悦       |
| 8             |          | 雙面的氣體術士（前篇）            | 森田繁          | 高橋丈夫 | 丸山由太 | 日下岳史 佐藤道雄（輔佐） 志賀道徳（輔佐）                                   | 佐藤健悦       |
| 9             |          | 雙面的氣體術士（後篇）            | 森田繁          | 小野学   | 石川俊介 |                                                                              | 佐藤健悦       |
| 10            |          | 第一次（？）看家                  | 待田堂子        | 藤森一真 | 信田祐   | 高木潤 羽田浩二                                                              | 佐藤健悦       |
| #10.5 （OVA） |          | 女帝的肖像                        | 森田繁          | 稻垣隆行 | 稻垣隆行 | 筆坂明規 高木潤 山村俊了 櫻井司                                              |                |
| 11            |          | 魔女的十字架                      | 上江洲誠        | 日高政光 | 阿部達也 | 中村深雪 細越裕治 武智敏光 村上真紀                                          | 佐藤健悦       |
| 12            |          | 鲜血之剑                          | 上江洲誠        | 日高政光 |          | 小林利光 福島豐明                                                            | 佐藤健悦       |
| 13            |          | 含铁温泉之夜                      | 森田繁          | 高橋丈夫 | 小林孝志 | 成川多加志 石山寬 松岡秀明 加藤洋人                                          | 高遠るい       |
| 14            |          | 辻堂美由梨的忧郁                  | 佐藤裕          | 藤森一真 | 高橋幸雄 | 日下岳史 高橋敦子 石井祐美子 細越裕治 三股浩史 松村尚雄                      | みづきたけひと |
| 15            |          | Anglo-Russian Entente（英俄協議） | 待田堂子        | 名村英敏 | 友田政晴 | 筆坂明規 櫻井司                                                              | 駒都英二       |
| 16            |          | 断罪的不死鸟                      | 森田繁          | 櫻井親良 | 櫻井親良 | 小林利光 新号靖                                                              | 綱島志朗       |
| 17            |          | 火焰福音                          | 上江洲誠        | 日高政光 | 福田貴之 | 阿部達也 日下岳史 細越裕治 村上真紀                                          | 鈴木次郎       |
| 18            |          | 銜尾蛇的陷阱                      | 待田堂子        | 浅野勝也 | 浅野勝也 | 高木潤 岸友洋                                                                | 萌木原文武     |
| 19            |          | 祕密的花園                        | 待田堂子        | 日高政光 | 石川俊介 | 服部憲知                                                                     | 御櫻軟骨       |
| 20            |          | 虛有其表的皇女                    | 上江洲誠        | 日高政光 | 上田繁   | 日下岳史 細越裕治 石井祐美子                                                 | 日向悠二       |
| 21            |          | 水之圣堂                          | 森田繁          | 小林孝志 | 小林孝志 | 筆坂明規 新号靖 柳孝相                                                       | 細野不二彦     |
| 22            |          | 三位一体·冥府之门                 | 森田繁          | 藤森一真 | 福田貴之 | 盛重学 山村俊了 武智敏光 三股浩史                                            | 広江礼威       |
| 23            |          | 奪命者沙夏                        | 上江洲誠        | 日高政光 | 友田政晴 | 小林利充 櫻井司                                                              | 藤澤亨         |
| 24            |          | 汝，切勿浪費青春                  | 上江洲誠        | 藤森一真 | 上田繁   | 高木潤 羽田浩二 飯島弘也 野崎将也 矢向宏志 土屋圭                            | 美樹本晴彥     |
| 第2季         |          |                                   |                 |          |          |                                                                              |                |
| 1             |          | 銀色的百合公主                    | 上江洲誠        | 藤森一真 | 上田繁   | 山村俊了                                                                     | 香川友信       |
| 2             |          | 攜香女的下落                      | 森田繁          | 名村英敏 | 名村英敏 | 筆坂明規 山中正博                                                            | 濱田麻里       |
| 3             |          | 玻璃陷阱                          | 森田繁          | 井硲清高 | 奥野耕太 | 飯飼一幸 小林調                                                              | 木場智士       |
| 4             |          | 荊棘牢籠                          | 佐藤裕 上江洲誠 | 祝浩司   | 小林孝志 | 山村俊了 小林利充 日下岳史                                                   | 杉本功         |
| 5             |          | 魔女的活祭品                      | 上江洲誠        | 日高政光 | 橋本直人 | 長坂寬治 赤尾良太郎                                                          | 佐藤健悦       |
| 6             |          | 重逢                              | 上江洲誠        | 日高政光 | 上田繁   | 筆坂明規 山中正博                                                            | 翔丸           |
| 7             |          | 百合之母的胸部占卜                | 上江洲誠        | 名村英敏 | 名村英敏 | 山村俊了                                                                     | 有子瑤一       |
| 8             |          | 美麗的挑戰者                      | 秋月廣 上江洲誠 | 祝浩司   | 雄谷將仁 | 小林利充                                                                     | くーぴー2      |
| 9             |          | 心跳砰砰☆校慶日                   | 森田繁          | 井硲清高 | 中智仁   | 長谷川友香 谷川政輝                                                          | 光星           |
| 10            |          | 聖痕鍊☆金士                       | 待田堂子        | 高橋丈夫 | 奥野耕太 | 飯飼一幸 都竹隆治 小林調 西尾公伯                                            | しのづかあつと |
| 11            |          | 含鐵溫泉之夜2 ～吸一口就驚豔～    | 森田繁          |          | 大野和壽 | 筆坂明規 山村俊了                                                            | 矢野たくみ     |
| 12            |          | 安逸已逝，命運齒輪再次轉動        | 上江洲誠        | 高橋丈夫 | 上田繁   | 山中正博 小林利充                                                            | 佐藤健悦       |

### 播放电视台
日本深夜動畫：下文記載的日本国内播放時間使用日本標準時間（UTC+9）表示。因為部分時間标识會採用30小时制，因此請留意这类超过24:00的时间，其實際播放時間為翌日清晨。
| 播放地區   | 播放电视台     | 播放日期               | 播放時間（UTC+9）         | 所屬電視網 | 備考                      |
| 第1季      | 第1季          | 第1季                  | 第1季                     | 第1季      | 第1季                     |
| ---------- | -------------- | ---------------------- | ------------------------- | ---------- | ------------------------- |
| 近畿廣域圈 | 每日放送       | 2010年1月9日－6月19日  | 星期四 27時28分－27時58分 | TBS系列    |                           |
| 日本全國   | BIGLOBE        | 2010年1月10日－6月20日 | 星期日 12時00分 更新      | 网络电视   |                           |
| 千葉縣     | 千葉电视台     | 2010年1月11日－6月21日 | 星期一 25時30分－26時00分 | 独立UHF局  |                           |
| 埼玉縣     | 埼玉电视台     | 2010年1月11日－6月21日 | 星期一 25時30分－26時00分 | 独立UHF局  |                           |
| 東京都     | 東京都會電視台 | 2010年1月11日－6月21日 | 星期一 26時30分－27時00分 | 独立UHF局  |                           |
| 神奈川縣   | 神奈川电视台   | 2010年1月12日－6月22日 | 星期二 25時45分－26時15分 | 独立UHF局  |                           |
| 日本全國   | AT-X           | 2010年1月26日－7月6日  | 星期二 11時30分－12時00分 | 衛星電視   | 重覆播放                  |
| 第2季      |                |                        |                           |            |                           |
| 東京都     | TOKYO MX       | 2011年4月11日－6月27日 | 星期一 26時30分－27時00分 | 獨立UHF局  |                           |
| 日本全國   | ANIMEONE       | 2011年4月12日－6月28日 | 星期二 12時00分 更新      | 網路電視   | 電視版（1星期內免費播放） |
| 千葉縣     | 千葉電視台     | 2011年4月13日－6月29日 | 星期三 26時00分－26時30分 | 獨立UHF局  |                           |
| 日本全國   | ANIMEONE       | 2011年4月17日－7月2日  | 星期五 24時00分 更新      | 網路電視   | 導演剪輯版（收費）        |
| 日本全國   | AT-X           | 2011年4月19日－7月5日  | 星期二 11時30分－12時00分 | 衛星電視   | 重覆播放                  |

### 映像特典
DVD&Blu-ray各卷收錄看圖說故事的靜態廣播劇。
| 卷数     | 日文標題 | 中文標題                                    | 声優                              | 脚本            | 分鏡     | 演出   | 發售日         |
| 第1季    | 第1季    | 第1季                                       | 第1季                             | 第1季           | 第1季    | 第1季  | 第1季          |
| -------- | -------- | ------------------------------------------- | --------------------------------- | --------------- | -------- | ------ | -------------- |
| Vol.1    |          | 臉紅心跳！聖痕鍊金士祕話其一 燈篇           | 豐崎愛生                          | 上江洲誠        | 金子拓   | 金子拓 | 2010年4月21日  |
| Vol.1    |          | 陪卡洽女王玩吧 ☆ 第一夜                     | 平野綾                            | 上江洲誠        | 金子拓   | 金子拓 | 2010年4月21日  |
| Vol.2    |          | 臉紅心跳！聖痕鍊金士祕話其二 華篇           | 日笠陽子                          | 上江洲誠        | 金子拓   | 金子拓 | 2010年5月26日  |
| Vol.2    |          | 陪卡洽女王玩吧 ☆ 第二夜                     | 平野綾                            | 上江洲誠        | 金子拓   | 金子拓 | 2010年5月26日  |
| Vol.3    |          | 臉紅心跳！聖痕鍊金士祕話其三 真冬（平胸）篇 | 藤村步                            | 上江洲誠        | 金子拓   | 金子拓 | 2010年6月23日  |
| Vol.3    |          | 陪卡洽女王玩吧 ☆ 第三夜                     | 平野綾                            | 上江洲誠        | 金子拓   | 金子拓 | 2010年6月23日  |
| Vol.4    |          | 臉紅心跳！聖痕鍊金士祕話其四 史伽篇         | 花澤香菜                          | 上江洲誠        | 林直孝   | 林直孝 | 2010年7月21日  |
| Vol.4    |          | 陪卡洽女王玩吧 ☆ 第四夜                     | 平野綾                            | 上江洲誠        | 林直孝   | 林直孝 | 2010年7月21日  |
| Vol.5    |          | 臉紅心跳！聖痕鍊金士祕話其五 美由梨篇       | 川澄綾子                          | 上江洲誠        | 金子拓   | 金子拓 | 2010年8月25日  |
| Vol.5    |          | 陪卡洽女王玩吧 ☆ 第五夜                     | 平野綾                            | 上江洲誠        | 金子拓   | 金子拓 | 2010年8月25日  |
| Vol.6    |          | 臉紅心跳！聖痕鍊金士祕話其六 華篇           | 日笠陽子                          | 上江洲誠        | 金子拓   | 金子拓 | 2010年9月22日  |
| Vol.6    |          | 陪卡洽女王玩吧 ☆ 第六夜                     | 平野綾                            | 上江洲誠        | 金子拓   | 金子拓 | 2010年9月22日  |
| Vol.7    |          | 臉紅心跳！聖痕鍊金士祕話其七 燈篇           | 豐崎愛生                          | 上江洲誠        | 金子拓   | 金子拓 | 2010年10月20日 |
| Vol.7    |          | 陪卡洽女王玩吧 ☆ 第七夜                     | 平野綾                            | 上江洲誠        | 金子拓   | 金子拓 | 2010年10月20日 |
| Vol.8    |          | 臉紅心跳！聖痕鍊金士祕話其八 真冬篇         | 藤村步                            | 上江洲誠        | 金子拓   | 金子拓 | 2010年11月24日 |
| Vol.8    |          | 陪卡洽女王玩吧 ☆ 第八夜                     | 平野綾                            | 上江洲誠        | 金子拓   | 金子拓 | 2010年11月24日 |
| 第2季    |          |                                             |                                   |                 |          |        |                |
| II Vol.1 |          | 陪卡洽女王玩吧 特別篇 ☆ 第一夜              | 平野綾 南條愛乃 櫻井浩美          | 森田繁 上江洲誠 | 高橋丈夫 | 金子拓 | 2011年7月6日   |
| II Vol.2 |          | 陪卡洽女王玩吧 特別篇 ☆ 第二夜              | 平野綾 藤村步 豐崎愛生            | 上江洲誠        | 金子拓   | 金子拓 | 2011年8月3日   |
| II Vol.3 |          | 陪卡洽女王玩吧 特別篇 ☆ 第三夜              | 平野綾 日笠陽子 明坂聰美 巽悠衣子 | 上江洲誠        | 金子拓   | 金子拓 | 2011年9月7日   |
| II Vol.4 |          | 陪卡洽女王玩吧 特別篇 ☆ 第四夜              | 平野綾                            | 上江洲誠        | 金子拓   | 金子拓 | 2011年10月5日  |

## 外部連結
- 電視動畫官方網站（日語）